# Condado de Weber
O Condado de Weber (em inglês:  Weber County) é um dos 29 condados do estado norte-americano do Utah. A sede e maior cidade do condado é Ogden. Foi fundado em 1852.
O condado possui uma área de 1 708 km², dos quais 1 492 km² estão cobertos por terra e 216 km² por água, uma população de 231 236 habitantes, e uma densidade populacional de 155 hab/km² (segundo o censo nacional de 2010). É o quarto condado mais populoso de Utah.